# Aristó (pintor)
Aristó (en grec Ἀρίστων) va ser un pintor grec, fill i deixeble d'Aristides de Tebes. Va pintar un sàtir que sostenia un gotet ornat amb una garlanda. Antòrides i Eufranor van ser deixebles seus.